# Переверзєв Віктор Михайлович
Переверзєв Віктор Михайлович (17 червня 1958) — радянський академічний веслувальник.
Срібний призер Олімпійських Ігор 1980 року в складі розпашної двійки зі стерновим.
Переможець ігор Дружба-84 в складі розпашної четвірки без стернового.